# Studená (district de Plzeň-Nord)
Pour les articles homonymes, voir Studená.
Studená (en allemand : Studena) est une commune du district de Plzeň-Nord, dans la région de Plzeň, en République tchèque. Sa population s'élevait à 35 habitants en 2022.

## Géographie
Studená se trouve à 32 km au nord-est de Plzeň et à 59 km à l'ouest-sud-ouest de Prague.
La commune est limitée par Chříč au nord et au nord-est, par Zvíkovec au sud-est, par Chlum au sud, par Hlince au sud et au sud-ouest, et par Holovousy à l'ouest.

## Histoire
La fondation de Studená remonte probablement au milieu du XIe siècle, dans le cadre de la colonisation menée en Bohême par le duc Bretislav Ier.

## Transports
Par la route, Studená se trouve à 13 km de Kralovice, à 42 km de Plzeň et à 80 km de Prague. 